# Chalkomenit
Chalkomenit ist ein selten vorkommendes Mineral aus der Mineralklasse der „Oxide und Hydroxide“ (einschließlich V[5,6]-Vanadate, Arsenite, Antimonite, Bismutite, Sulfite, Selenite, Tellurite, Iodate). Es kristallisiert im orthorhombischen Kristallsystem mit der chemischen Zusammensetzung CuSeO3·2H2O, ist also ein wasserhaltiges Kupferselenit aus der Stoffgruppe der Selenite.
Chalkomenit findet sich meist in Form krustiger Überzüge oder pulvriger Beläge, die aus winzigen, nadeligen bis prismatischen oder tafeligen bis keilförmigen Kristalle bestehen. Die Kristalle sind durchsichtig, hellblau bis intensiv blau und weisen auf den Oberflächen einen glasähnlichen Glanz auf.

## Etymologie und Geschichte
Benannt wurde Chalkomenit in Anlehnung an seine Zusammensetzung nach den altgriechischen Worten Χαλκός [chalkos] für „Kupfer“ und Μήνη [mene] für „Mond“ als Umschreibung für das enthaltene Element Selen, das nach der griechischen Mondgöttin Selene benannt ist.
Chalkomenit wurde erstmals am Berg Cerro de Cacheuta in der zur Provinz Mendoza gehörenden Sierra de Cacheuta in Argentinien entdeckt und 1881 durch Alfred Des Cloizeaux und Augustin Alexis Damour beschrieben.
Das Typmaterial des Mineral wird im Muséum national d’histoire naturelle in Paris, Frankreich (Register-Nr. 81.14) und in der Harvard University in Cambridge, Massachusetts, USA (Register-Nr. 101210) aufbewahrt.

## Klassifikation
Bereits in der veralteten, aber teilweise noch gebräuchlichen 8. Auflage der Mineralsystematik nach Strunz gehörte der Chalkomenit zur Mineralklasse der „Oxide und Hydroxide“ (einschließlich V[5,6]-Vanadate, Arsenite, Antimonite, Bismutite, Sulfite, Selenite, Tellurite, Iodate) und dort zur Abteilung der „Sulfite, Selenite, Tellurite“, wo er zusammen mit Balyakinit, Cesbronit, Graemit, Juabit und Teineit die unbenannte Gruppe IV/K.06 bildete.
Die seit 2001 gültige und von der International Mineralogical Association (IMA) verwendete 9. Auflage der Strunz’schen Mineralsystematik ordnet den Chalkomenit ebenfalls in die Klasse der „Oxide und Hydroxide“, dort allerdings in die Abteilung der „Arsenite, Antimonide, Bismutide, Sulfite, Selenite, Tellurite“ ein. Diese ist weiter unterteilt nach der genauen Stoffgruppe und der möglichen Anwesenheit zusätzlicher Anionen und/oder Kristallwasser, so dass das Mineral entsprechend seiner Zusammensetzung in der Unterabteilung „Selenite ohne zusätzliche Anionen; mit H2O“ zu finden ist, wo es als einziges Mitglied die unbenannte Gruppe 4.JH.05 bildet.
Die vorwiegend im englischen Sprachraum gebräuchliche Systematik der Minerale nach Dana ordnet den Chalkomenit dagegen in die Klasse der „Sulfate, Chromate und Molybdate“ und dort in die Abteilung der „Selenite, Tellurite und Sulfite“ ein. Hier ist er zusammen mit Teineit in der unbenannten Gruppe 34.02.02 innerhalb der Unterabteilung „Selenite - Tellurite - Sulfite mit A2+XO3 × x(H2O)“ zu finden.

## Kristallstruktur
Chalkomenit kristallisiert orthorhombisch in der Raumgruppe P212121 (Raumgruppen-Nr. 19) mit den Gitterparametern a = 6,67 Å; b = 9,16 Å und c = 7,40 Å sowie vier Formeleinheiten pro Elementarzelle.
Die Kristallstruktur von Chalkomenit besteht aus zwei Baugruppen – quadratische Pyramiden bildendes Cu2+O3(H2O)2 und trigonale Pyramiden bildendes Se3+O3 – die über die Ecken miteinander verknüpft sind und Ketten parallel der b-Achse [010] bilden. Die Ketten sind durch Cu[5]-Polyeder und Se[3]-Pyramiden miteinander verbunden.

## Modifikationen und Varietäten
Die Verbindung CuSeO3·2H2O ist dimorph und kommt in der Natur neben dem orthorhombisch kristallisierenden Chalkomenit noch als monoklin kristallisierender Klinochalkomenit vor.

## Bildung und Fundorte

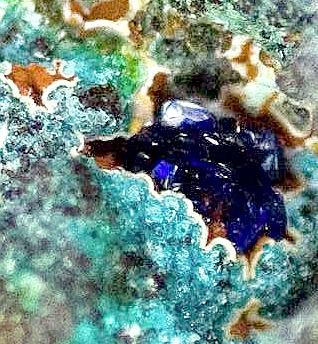
Tiefblaue, glasglänzende Chalkomenitkristalle als Drusenfüllung aus dem Pakajake Canyon (Pacajake Canyon), Chayanta, Potosí, Bolivien (Gesamtgröße: 4,3 cm × 3,1 cm × 2,4 cm)

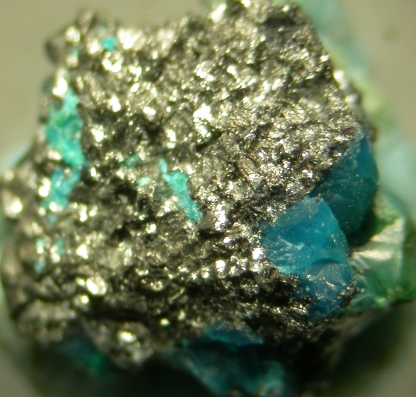
Von Klockmannit umwachsener Chalkomenit aus der Sierra de Umango, Provinz La Rioja, Argentinien (Sichtfeld: 5 mm)

Chalkomenit ist ein Sekundärmineral, dass durch Verwitterung aus Umangit und Klockmannit in der Oxidationszone von kupfer- und selenhaltigen Lagerstätten entsteht. Als seltene Mineralbildung konnte das Mineral nur an wenigen Fundorten nachgewiesen werden, wobei bisher (Stand 2013) rund 40 Fundorte als bekannt gelten.
An seiner Typlokalität Cerro de Cacheuta in der Provinz Mendoza trat das Mineral in Paragenese Umangit, Clausthalit, Molybdomenit und Schmiederit auf. Des Weiteren wurde es in Argentinien noch an mehreren Orten im Departamento Vinchina sowie in der Sierra de Cacho und der Sierra de Famatina in der Provinz La Rioja gefunden. In Bolivien konnte Chalkomenit zusammen mit Cobaltomenit, Molybdomenit und Penroseit in der „Hiaco Mine“ im Pakajake Canyon (Provinz Chayanta) und zusammen mit Allophan, Basaluminit, Klinochalkomenit und Malachit in der „El Dragón Mine“ (Provinz Antonio Quijarro) im Departamento Potosí gefunden werden.
In Deutschland kennt man das Mineral bisher nur aus dem Steinbruch „Trogtal“ bei Lautenthal in Niedersachsen, der Kupferkammer bei Hettstedt in Sachsen-Anhalt und dem Tagebau „Lichtenberg“ bei Ronneburg in Thüringen.
Weitere Fundorte liegen unter anderem in Australien (Western Australia), China (Hubei), Frankreich (Auvergne), Irland (County Kerry), Italien (Sardinien), Kanada (Saskatchewan), der Demokratischen Republik Kongo (Katanga), Mexiko (Sonora), Norwegen (Buskerud), Schweden (Östergötland), im Vereinigten Königreich (England) und in den Vereinigten Staaten von Amerika (Arizona, Colorado, Nevada, Utah).